# Vibrio vulnificus
Vibrio vulnificus és un bacteri gramnegatiu de morfologia bacil·lar corbada amb un flagel d'inserció polar. Es pot distingir dels altres membres del gènere Vibrio ja que pot fermentar la lactosa i és per aquest motiu que quan va ser descobert l'any 1976 va ser anomenat inicialment "Vibrio lactosa positiu". És oxidasa positiu i no forma espores.
És un bacteri halòfil (tolera fins a un 18% NaCl) amb un rang òptim de tolerància entre 1-1,8% de salinitat. Les condicions òptimes de temperatura pel seu creixement són entre 30-35°C, però presenta un rang de tolerància de 16 °C a 42 °C. És un bacteri que habita en aigües marines i estuaris, així com ecosistemes artificials d'aigua salobre (com les piscifactories) sempre i quan les condicions de salinitat i temperatura estiguin dins del seu rang de tolerància. Quan la temperatura és inferior a 13 °C, el bacteri entra en un estat viable però no cultivable (VBNC) en el que roman latent, és a dir, està metabòlicament inactiu i, per tant, no forma colònies. Pot mantenir-se en aquest estat durant anys, però es pot revertir quan la temperatura augmenta i l'ambient és ric en nutrients.
Al ser un bacteri anaerobi facultatiu té la capacitat de créixer tant en condicions aeròbiques com anaeròbiques. Aquesta plasticitat fenotípica li permet adaptar-se ràpidament a canvis ambientals i colonitzar diversos nínxols.
El gènere Vibrio és de gran importància pel que fa a la seva relació amb els éssers humans ja que s'han descrit diferents espècies patògenes humanes, entre les quals destaca Vibrio cholerae. D'altra banda, Vibrio vulnificus també destaca ja que és un dels patògens que es transmet mitjançant els aliments que comporta una taxa de mortalitat més alta (pròxima al 50%).
V. vulnificus causa una malaltia en humans i animals aquàtics anomenada vibriosi. En ambdós casos es pot contraure per contacte amb el bacteri o per la ingesta d'aquest. En humans es considera un patogen oportunista que infecta a través del consum de marisc (ostres) i peix cru contaminat, donant lloc a sèpsies primàries, o a través de ferides superficials de la pell durant l'estada a l'aigua marina (infeccions de ferides). En menors casos, també és capaç de causar una gastroenteritis, és a dir, una infecció del sistema digestiu que sobretot afecta a l'estómac i als intestins. Les soques que es consideren patògenes estan classificades en 3 biotips, i es diferencien pels gens de transferència horitzontal i tenen una evolució contínua.

## Patogènia
V. vulnificus arriba a les ferides o mucoses (superficials o intestinals) perquè se sent químicament atret per la sang o la mucina. Un cop el patogen ja està dins de l'organisme, el primer que ha de fer és adherir-se ja que sinó serà eliminat pel corrent d'aigua o el peristaltisme intestinal. En cas que es trobi en les mucoses, el bacteri ha de cobrir-se de mucina i posteriorment adherir-se als receptors de mucina de les cèl·lules epitelials.
Aquest bacteri presenta múltiples mecanismes que li permeten resistir aquelles substàcies corporals amb efecte microbicida com el pH de l'estómac, els agents quelants de ferro, etc. Un exemple d'un d'aquests mecanismes bacterians és l'operó cadBA que codifica un cotransportador lisina/cadaverina (cadB) i una lisina descarboxilasa (cadA). CadA catalitza la descarboxilació de lisina a cadaverina i CO₂, procés en què es consumeixen protons citosòlics contrarestant l'àcid, mentre que CadB intercanvia la cadaverina (interna) per la lisina (externa). Hi ha altres enzims que també confereixen la resistència a pH baixos, així com purines que eviten l'entrada de sals biliars.

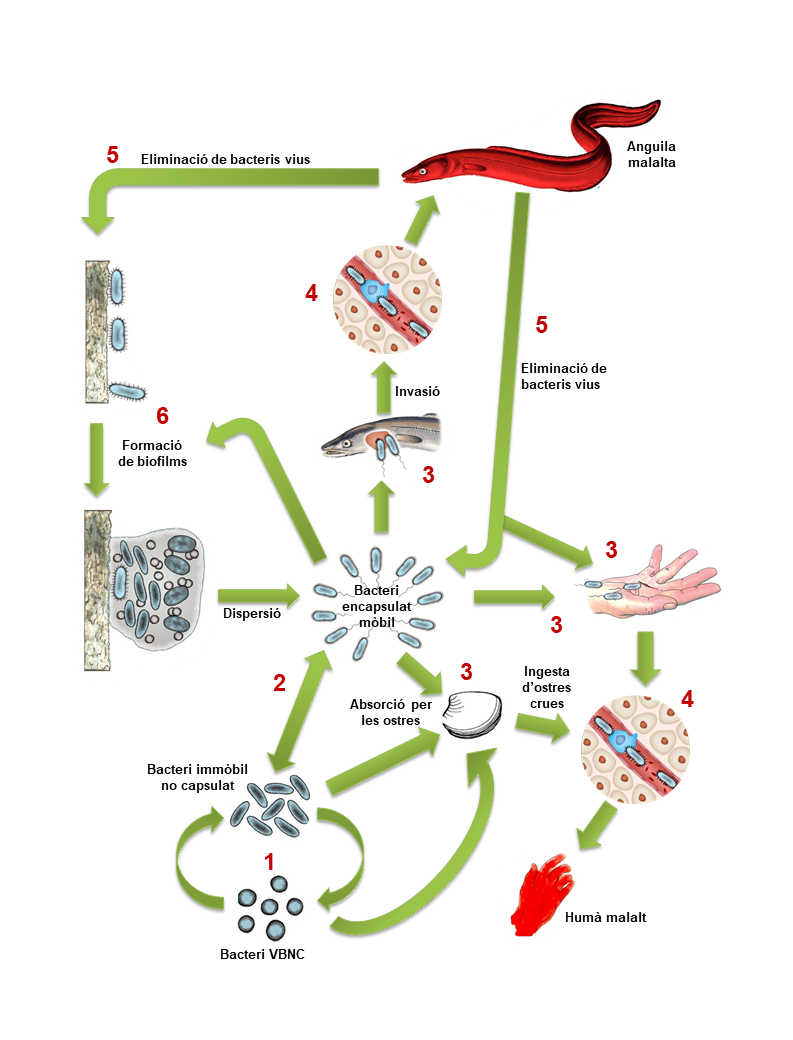
Representació esquemàtica del cicle de Vibrio vulnificus

Quan V. vulnificus colonitza l'epiteli secreta múltiples toxines i exoenzims que li permeten créixer usant diferents fonts de carboni presents als teixits i/o ferides. A més, també són els responsables de produir dany local.
La toxina més important és la RtxA1 i és sintetitzada a l'inici de la infecció quan el bacteri entra en contacte amb les cèl·lules eucariotes. Posteriorment, és translocada a l'interior cel·lular induint la formació d'un porus a la membrana cel·lular. Aquesta toxina, juntament amb la citolisina VVH i la proteasa VVP generen inflamació i dany tissular, que afavoreix l'entrada del bacteri al torrent sanguini i, per tant, la seva propagació i invasió d'òrgans interns.
Gràcies a diferents estudis s'ha vist que només algunes soques aïllades del marisc presenten virulència, per la qual cosa són capaces de provocar una malaltia en humans, sent aquesta infecció poc freqüent. Aquesta diferència es deu a la presència de factors de virulència, els quals permeten el desenvolupament de la infecció. Alguns exemples d'aquests factors són càpsules, sideròfors i toxines (hemolisines, col·lagenases, proteases, elastases, DNAses, mucinases, hialuronidases, fibrolisina, lipases i fosfolipases), així com també ho és la presència de ferro en l'ambient.

### Factors de virulència
V. vulnificus presenta diversos factors de virulència que permeten la seva adhesió i invasió en els teixits de l'hoste. A més, permeten la modulació del sistema immunitari de l'hoste al seu favor, augmentant la dificultat d'eliminar-los mitjançant un tractament. Com a conseqüència, aquests factors de virulència podrien ser utilitzats pel disseny de vacunes.

#### 

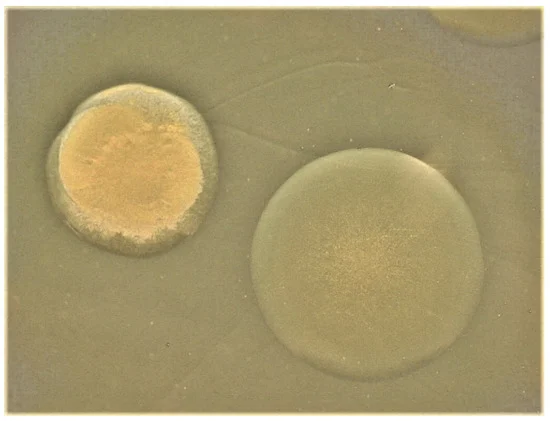
Colònia opaca (esquerra) i translúcida (dreta)

#### Factors de superfície

##### Càpsula
Aquest bacteri produeix una càpsula de polisacàrids la qual li permet evitar la fagocitosi per part dels macròfags de l'hoste i li proporciona resistència enfront a la opsonització mediada pel sistema del complement.
Els aïllats que tenen aquesta càpsula presenten una morfologia colonial opaca i són més virulents, en comparació amb els aïllats no encapsulats que presenten una colònia translúcida i menys virulència. Aquesta diferència es pot correlacionar amb el fet que la càpsula, a part d'oferir protecció, indueix la síntesi de citocines inflamatòries (com TNF-α) per part de l'hoste, fenomen que acaba derivant a xoc sèptic.
S'han descrit múltiples proteïnes imprescindibles per la síntesi de la càpsula, com una epimerasa, una fosfatasa (codificada pel gen wzb), un transportador de membrana externa (codificat pel gen wza) o vàries glucosiltransferases (com la codificada pel gen wecA), entre d'altres. Qualsevol afectació (per exemple una mutació) en algun d'aquests gens fent que no s'expressi la càpsula, comporta una disminució de la virulència. A més, l'expressió dels polisacàrids de la càpsula pot variar depenent de la fase de creixement en la que es trobi el bacteri, així com també de les condicions ambientals, sobretot temperatura.
V. vulnificus té càpsules que varien en la seva composició, on els glúcids de les quals poden ser analitzats mitjançant una cromatografia de gas o una cromatografia de bescanvi aniònic d'alta resolució (HPAEC).

##### Lipopolisacàrid (endotoxina)
Els símptomes presents en casos de sèpsia i en processos inflamatoris, que són els quadres clínics que produeix el bacteri deguts a infeccions de lesions, estan associats a l'activitat endotòxica del lipopolisacàrid (LPS).
En resposta a aquesta endotoxina es produeix una sobreproducció dels factors de necrosi tumoral (TNF), la qual condueix a la sobreestimulació de l'enzim òxic nitric sintasa. La producció d'aquests components acaba derivant a xoc sèptic, que en alguns casos pot ser letal.
No obstant, cal destacar que el LPS d'aquesta espècie no és tan virulent com altres endotoxines bacterianes.
Els biotips 1 i 2 de V. vulnificus es distingeixen bàsicament sobre la base del tipus de LPS que presenten, per tant, saber la composició d'aquests permet classificar l'espècie V. vulnificus en les seves respectives soques.

#### Toxines i enzims degradatius
Per tal de facilitar la seva supervivència en ambients aquàtics, V. vulnificus sintetitza diversos enzims degradatius i toxines que secreta a l'exterior. Per exemple, quan aquest bacteri ha d'adherir-se als mol·luscs (possible via d'infecció per a humans) excreta quitinases, que li permeten unir-se als exoesquelets de quitina del zooplàncton, aliment dels mol·luscs. També poden presentar i excretar metal·loproteases i hemolisines per a colonitzar teixits i poder obtenir nutrients.
Aquests elements contribueixen a la invasió i la destrucció de teixits per part de V. vulnificus en hostes susceptibles. Alguns, fins i tot, poden ser tòxics pels animals i causar efectes severs en teixits cel·lulars.

##### Hemolisines
De l'espècie V. vulnificus s'han descrit diverses proteïnes hemolítiques o citolítiques considerades factors de virulència.
La més estudiada és la VVH (Vibrio vulnificus hemolysin), una citolisina que s'uneix al colesterol de la membrana cel·lular, produint-hi la formació de petits porus que provoquen la lisi cel·lular normalment dels eritròcits (hemòlisi), tot i que s'ha observat la seva activitat citolítica en altres tipus cel·lulars que contribueix a la invasió bacteriana des de l'intestí al torrent sanguini.
A més té la capacitat d'induir apoptosis, coneguda com a mort cel·lular. Això ho fa elevant la concentració de calci intracel·lular, que provoca l'alliberació el citocrom C del mitocondri. Aquest citocrom C lliure al citoplasma de la cèl·lula activa la caspasa-3 (proteïna implicada en la via de l'apoptosis), produint la degradació de la ribosa-polimerasa poli-ADP (PARP) que fragmenta el DNA.
S'ha demostrat que té la capacitat d'activar la guanilat ciclasa, que fa augmentar la concentració intracel·lular del GMP cíclic, provocant vasodilatació. Aquesta permeabilitat vascular és la causant de dany a la pell. El fet que aquesta proteïna sigui molt important per la virulència del patogen, s'ha pogut concloure a partir de la detecció d'anticossos contra aquesta en el sèrum de pacients que estaven recuperant-se d'una infecció aguda.
Les altres dues hemolisines estan codificades pels gens hlylll i trkA però no estan ben caracteritzades encara.

##### Metal·loproteases
Les metal·loproteases s'han pogut trobar de forma més notòria en les infeccions de la pell, com a potencial factor de virulència sobretot degut a l'activitat degradadora del col·lagen tipus IV. Produeix hemorràgies, edemes i incrementa la permeabilitat vascular.
La VVP (Vibrio vulnificus protease) és una proteasa extracel·lular amb activitat elastolítica i col·lagenolítica, és a dir, degrada el teixit elàstic i les fibres de col·lagen. Aquesta proteasa requereix zinc per exercir la seva activitat catalítica i presenta alta homologia amb proteases d'altres espècies del gènere Vibrio, com ara Vibrio anguillarum (EmpA), Vibrio cholerae (HprC) i Vibrio proteolyticus (NprP).

##### Enterotoxina
Un dels símptomes produits per V. vulnificus en casos de gastroenteritis la diarrea. Es creu que aquest símptoma és provocat per una enterotoxina que codifica aquesta espècie, però hi ha pocs estudis al respecte.

#### Motilitat i adhesió

##### Pili
El pili és el component que s'encarrega de l'adhesió a la superfície cel·lular de les cèl·lules hoste gràcies a la interacció amb receptors específics localitzats en aquesta. Aquesta unió és considerada la fase més important perquè tingui lloc la infecció.
Les soques que presenten pili són sobretot aquelles que s'han aïllat de les ferides o de la sang d'individus infectats per soques patògenes, fet que relaciona la presència d'aquesta estructura amb la patogenicitat. En canvi, en soques ambientals quasi no s'ha trobat la presència d'aquest pel fet que no s'han d'adherir a cap cèl·lula hoste.

##### Flagel
V. vulnificus presenta motilitat gràcies a la presència d'un flagel d'inserció polar. Aquesta motilitat és important per varis processos bacterians com ara la patogènia i la formació de biofilms. Igual que el pili, és important per l'adhesió i colonització de l'hoste per part del bacteri, produint citotoxicitat a les cèl·lules hoste.

#### Presència de ferro
Les malalties hepàtiques com ara la adrenoleucodistròfia (ALD) són un factor de risc que afavoreixen que els pacients puguin patir una vibriosi, sobretot quan els nivells de ferro al sèrum d'aquest són elevats. Això es deu al fet que l'agudesa de la malaltia en humans està estretament relacionada amb els nivells de ferro en sang ja que és un nutrient essencial. No obstant, s'ha vist que normalment el ferro no està disponible dins de l'hoste ja que es troba formant part d'hemoproteïnes o bé retingut per transferrina (en sang) o lactoferrina (secrecions). És per aquest motiu que aquests bacteris produeixen sideròfors o quelats de ferro per poder obtenir-lo que, inicialment, no està disponible.

## Signes i símptomes
Els símptomes i severitat de la malaltia en persones infectades V. vulnificus depèn del tipus d'infecció:
- Gastroenteritis associada a la ingesta de marisc cru o semi cru, en particular les ostres crues.[26] Aquesta condició es caracteritza per la presència de diarrea aquosa, sovint acompanyada de rampes abdominals, nàusees, vòmits, febre i calfreds. Normalment aquests símptomes apareixen durant les 24 hores posteriors a la ingestió de l'aliment contaminat, i duren aproximadament uns 3 dies.[34] La majoria de gastroenteritis causades per aquest bacteri no es notifiquen ja que la malaltia no posa en risc la vida de la persona, i els símptomes normalment no són suficientment greus com per requerir atenció mèdica.[5]
- Septicèmia primària també està associada a la ingesta de marisc cru o semi cru.[26] Aquesta malaltia sistèmica es dona sobretot en individus amb condicions preexistents com per exemple malalties del fetge o ronyons, càncers i diabetis.[35] La septicèmia cursa amb febre, esgotament, hipotensió, calfreds, nàusees, i ocasionalment vòmits, diarrees i dolor abdominal i a les extremitats.[35] Durant les primeres 24 hores després de l'inici de la malaltia comencen a aparèixer, a les extremitats de molts individus, lesions cutànies com cel·lulitis, butllofes i equimosi. Lesions cutànies amb màcules purpúriques i butllofes hemorràgiques a les dues extremitats inferiors fins als genolls en el moment de l'ingrés del pacient.

Lesions cutànies amb màcules purpúriques i butllofes hemorràgiques a les dues extremitats inferiors fins als genolls en el moment de l'ingrés del pacient.

- Infeccions en ferides, associat a activitats lúdiques o laborals al mar, i també a la indústria del marisc.[9] La presència de talls, lesions o ferides a la pell es consideren factors de risc quan aquestes s'exposen a l'aigua de mar o d'estuaris.[9][26] Els símptomes són similars als de la septicèmia primària, però diferent en el moment i en la severitat, i és per aquest motiu que rep el nom de septicèmia secundària. Les infeccions en les ferides poden evolucionar a cel·lulitis (sovint lleu) les quals poden esdevenir necròtiques.[36] El grup de persones que pateix aquest tipus de malaltia són sobretot individus immunodeprimits o amb altres malalties de base que comporten nivells elevats de ferro a la sang, com la cirrosi hepàtica (alcoholisme).[37]

Altres signes que tenen lloc en menor freqüència inclouen: infecció de mucoses i úlceres corneals després de la manipulació de marisc, abscessos tubo-ovàrics després de l'activitat sexual al mar, i infecció peritoneal després de rebre diàlisi d'equips contaminats amb aigua de mar.

### Factors de risc
Hi ha diversos factors de risc que determinen el desenvolupament de condicions més severes de la malaltia quan el microorganisme entra a l'individu. Els principals factors de risc són el consum d'ostres amb V. vulnificus, que suposen un 96% de possibilitats de patir septicèmia, i l'exposició d'una ferida cutània en aigües càlides amb presència de V. vulnificus, on trobem un 100% de possibilitats que la ferida s'infecti. Tot i així, hi ha certes patologies de base o hàbits no saludables que pot presentar el pacient que el predisposen a patir aquests dos quadres clínics que provoca aquest patogen. Com veiem a la taula:
| Factor de risc    | % de risc de patir sèpsia | % de risc d'infecció de ferida |
| ----------------- | ------------------------- | ------------------------------ |
| Malaltia crònica  | 97 %                      | 68 %                           |
| Malaltia al fetge | 80 %                      | 22 %                           |
| Alcoholisme       | 65 %                      | 32 %                           |
| Diabetis          | 35 %                      | 20 %                           |
| Malaltia renal    | 7 %                       | 7 %                            |

## Diagnòstic

### Diagnòstic general
Vibrio vulnificus, a part de trobar-se en els aliments, el trobem en mostres clíniques de persones infectades. Es sol trobar en ferides o en la sang i en menor grau en la femta i l'esput.
Per diagnosticar aquest patogen no es solen fer estudis radiogràfics ja que mostra edemes del teixit tou i una alta quantitat de fluids, que són característiques no úniques d'aquest patogen. Tot i això, aquests estudis radiogràfics serveixen per excloure altres microorganismes i veure si el pacient necessita una intervenció quirúrgica en el cas de que la infecció sigui avançada i hi hagi necrosi tissular.
Quan se sospita que una persona està infectada, s'han de realitzar cultius a partir d'una mostra de sang. A més, les mostres de contusions i absessos, entre d'altres, solen ser llocs efectius d’on aspirar material per una tinció de gram. Aquesta tinció, juntament amb els cultius i l’anàlisi del teixit, permeten visualitzar els bacteris i diagnositcar la fasciïtis necrosant.

### Aïllament i identificació

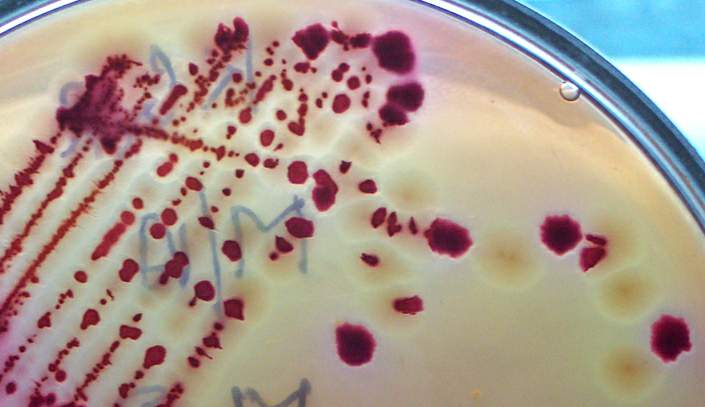
Exemple de colònies fermentadores de lactosa (rosa) i no fermentadores de lactosa (groc) en agar McConkey.

El gènere Vibrio no té una morfologia particular, ja que té tendència al pleomorfisme, podent ser coccobacils, cocoides o bacil·lars; per tant, la tinció gram no tindrà gaire valor. Els mètodes i medis que poden ser útils són tots aquells que s’utilitzen per la família Enterobacteriaceae amb una prèvia addició d’1% de NaCl en aquells que no tenen sal en la seva composició. L'addició de sal en el medi es justifica pel fet que V. vulnificus és halòfil i té un creixement òptim en concentracions del voltant d'un %; és per això que és important tenir en compte el diluent utilitzat en les diferents metodologies.
El gènere Vibrio, en concret aquelles espècies halòfiles, creixen en agar sang, agar McConkey, BHI i en el medi triptosa soja. Els cultius que inhibeixin i retardin el creixement d'altres microorganismes seran els més adequats pel seu aïllament, ja que el seu comportament no és característic en aquests medis.
L'agar tiosulfat-citrat-sacarosa amb sals biliars (TCBS) és el medi més utilitzat per aïllar V. vulnificus. Tot i això, la qualitat entre diferents lots d'aquest medi, fins i tot del mateix fabricant, sol variar molt i, per tant, podria ocasionar problemes en el creixement de V. vulnificus; per això és important fer un control de qualitat de cada lot. Respecte als medis d’enriquiment, el més adequat és l’aigua de peptona alcalina amb l’addició d’1% de NaCl.
El moment més adequat per recollir mostres de femta és a l’inici del quadre clínic i prèviament al tractament antibiòtic. Si requereixen ser transportades o seran analitzades en un període superior a l’aconsellat, es pot utilitzar el medi Cary-Blair, ja que la solució que es sol utilitzar, el glicerol tamponat, no és adequat perquè inhibeix el creixement del gènere Vibrio degut a que pot ser tòxic per ells.
Les mostres preses amb un hisop del recte es poden recollir durant la fase aguda de la malaltia, però no tenen utilitat en persones convalescents o en pacients que han rebut tractament antimicrobià correcte, ja que en aquests és escàs el nombre de Vibrio. És per això que serà recomanable l’ús de medis d’enriquiment. La mostra s’inocularà en un mínim de 20mL d’aigua de peptona alcalina amb un 1% de NaCl i s’incuba durant 5-6 hores a 35 °C. En el cas que es sàpiga que s'ha consumit marisc o peix cru/semicru és farà un cultiu posteriorment en agar TCBS.

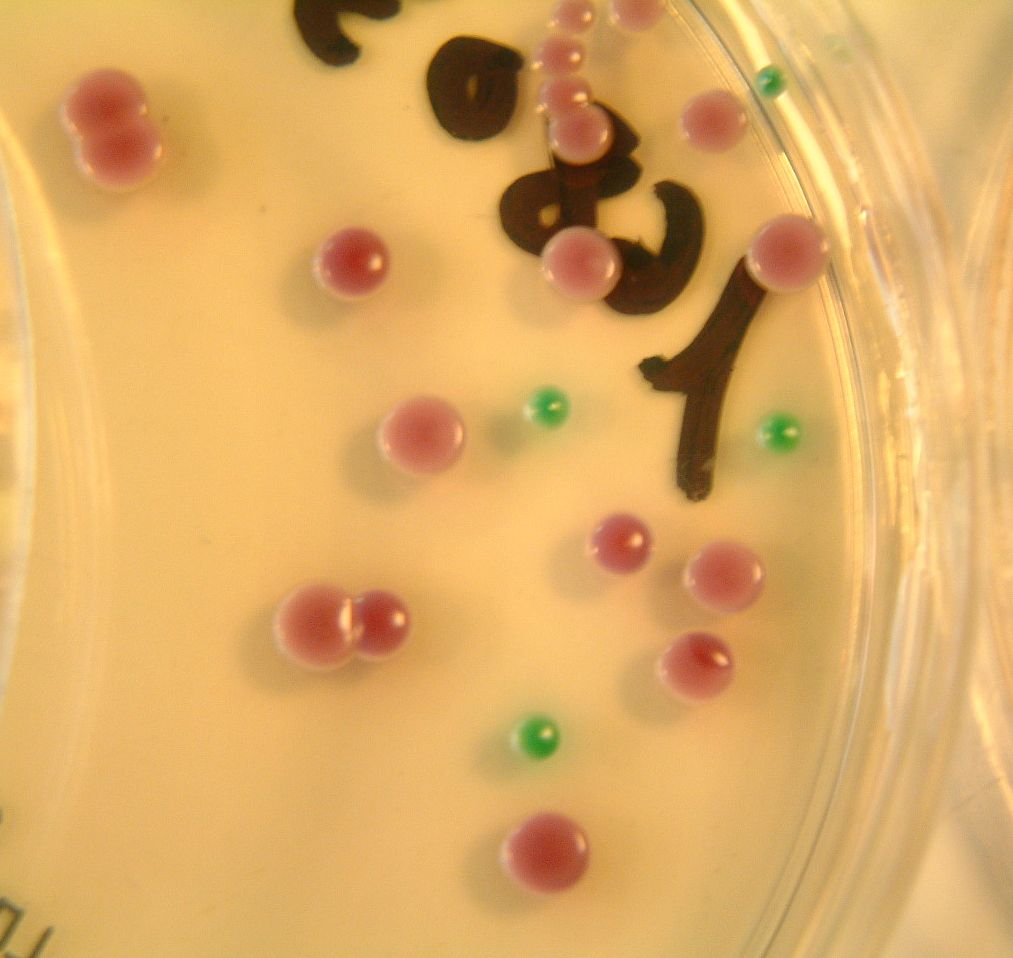
Cultiu en medi cromogènic de V. parahaemolyticus i V. vulnificus. Les colònies del primer es veuen de color malva i del segon d'un color turquesa verdós.

Les mostres que provenen de localitzacions extraintestinals, ferides, sang i altres materials biològics poden ser recollides i processades per metodologies habituals. És a dir, es cultiva en agar a uns 35 °C i s’incuben durant 18-24h, ja que el contingut de microorganisme sol ser elevat.

#### Agar cromogènic
El medi agar cromogènic pel gènere Vibrio permet diferenciar diferents espècies segons la seva coloració. Aquest medi serveix per diferenciar entre V. parahaemolyticus i V. vulnificus els quals són molt similars i els dos es mostren com a sacarosa negatius en el medi TCBS. A més, hi ha menys falsos negatius que en el medi TCBS, fent que aquest medi cromogènic sigui més específic. Amb aquest medi veuríem a V. vulnificus de color turquesa i V. parahaemolyticus de color malva

### Proves bioquímiques

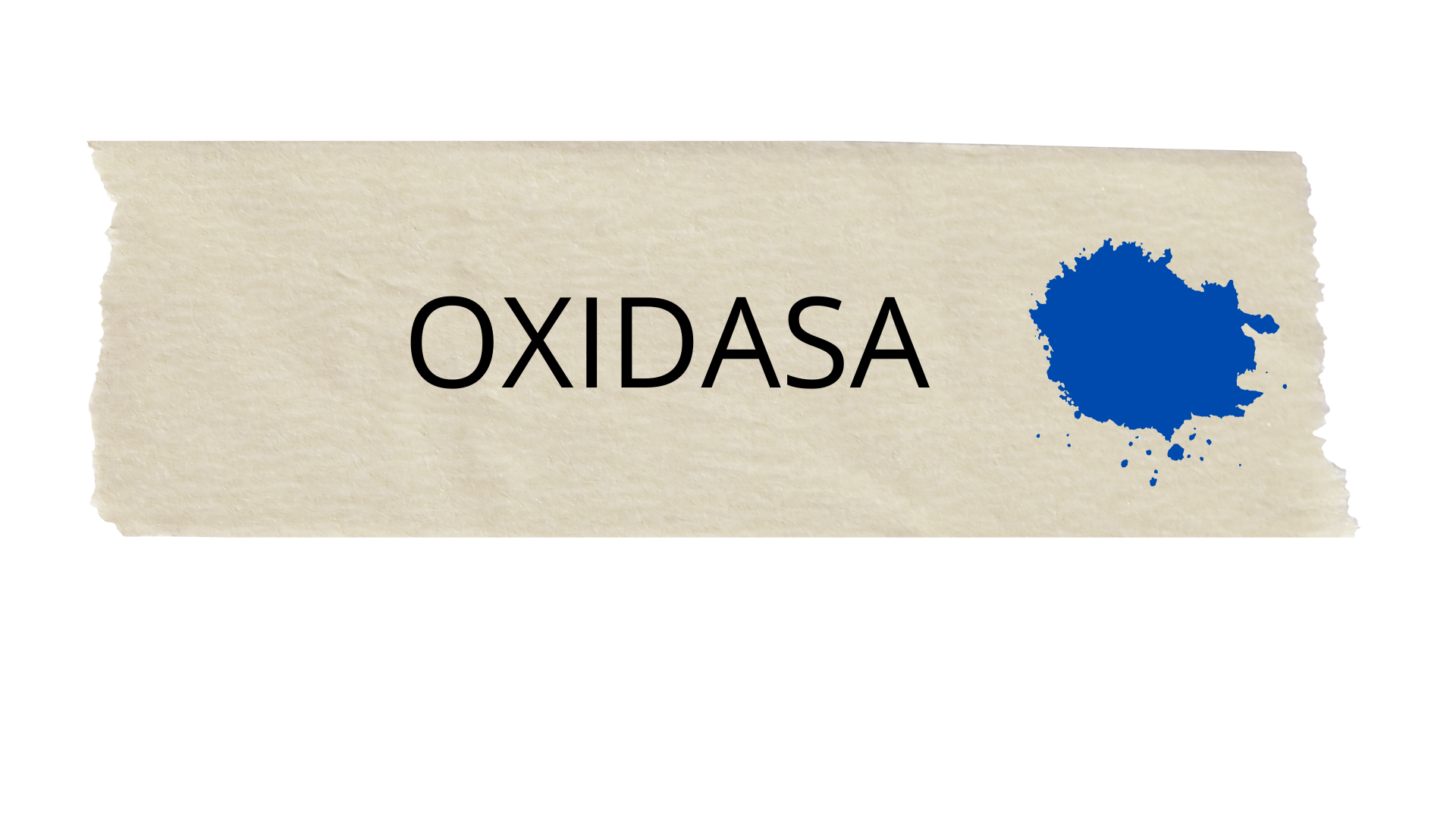
Test de l'oxidasa amb resultat positiu, la tira del test vira a blau en aquella zona on s'afegeix la colònia.

En el cas de que es sembrés en agar McConkey, com que V. vulnificus és dels únics Vibrio que fermenten lactosa, podríem fer una identificació presumptiva i les colònies es veurien d'un color vermellós-rosat. Finalment, com a confirmació faríem la prova de l'oxidasa, ja que es sap que és oxidasa positiu.
Les proves bioquímiques que s’han de dur a terme són les següents:
- Reacció de la oxidasa: resultat positiu.

- Reducció de nitrat: positiu ja que presenta l'enzim nitrat-reductasa. Normalment és usat per diferenciar del gènere Aeromonas.
- Estudi de descarboxilases de Möller: permetrà diferenciar entre les diferents espècies de Vibrio.

Altres proves menys comunes que es poden usar per la identificació de V. vulnificus són la reacció de Voges-Proskauer, la qual ha de tenir un resultat negatiu; la de la cel·lobiosa, la qual ha de tenir un resultat positiu i la de la salicina, la qual també ha de tenir un resultat positiu.
Per la identificació d’espècie de Vibrio també es poden utilitzar sistemes comercials bioquímics, tot i que no solen ser útils en aquelles espècies de Vibrio menys comuns, podent induir a errors.
El coneixement de la història clínica i els antecedents epidemiològics del pacient permetran un diagnòstic més ràpid, ja que permetran saber al laboratori adequar les tècniques utilitzades.

### Sensibilitat als antimicrobians: antibiograma

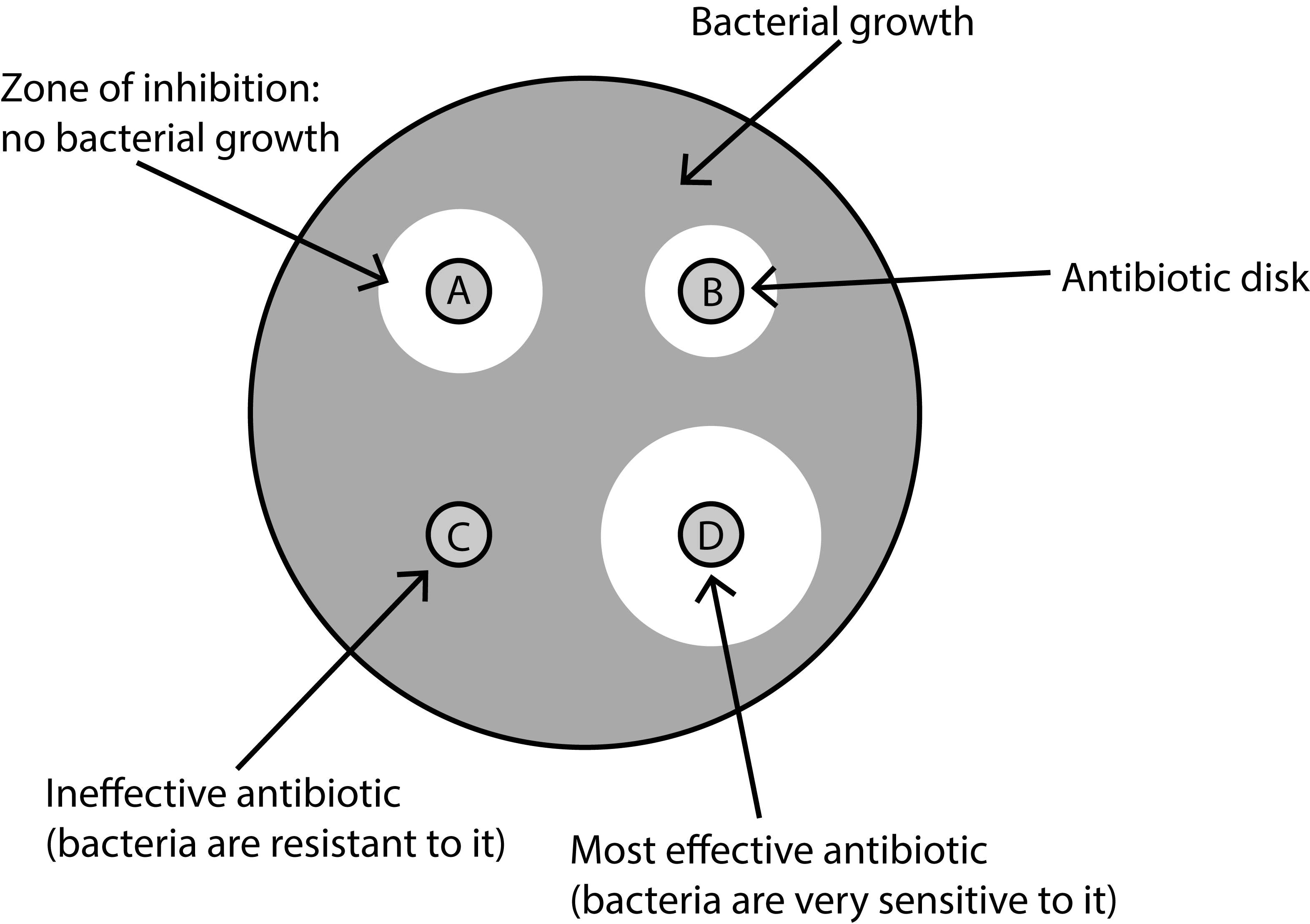
Exemple d'antibiograma amb els resultats possibles.

Per evitar l’alteració de l’activitat de certs antibiòtics com per exemple la gentamicina i la colimicina, el microorganisme es fa créixer en el medi Mueller-Hinton sense afegir NaCl per poder fer l'antibiograma correctament.
Tant les tècniques convencionals com els mètodes automàtics o semiautomàtics es poden utilitzar per dur a terme aquests estudis de sensibilitat. El tractament d’elecció sol ser la tetraciclina. La major part de les espècies són sensibles als aminoglucòsids, cloramfenicol i l'àcid nalixídic entre d'altres. V. vulnificus sol ser sensible a l'ampicil·lina, tot i que s’ha descrit l'existència de soques productores de β -lactamasa, les quals no són sensibles a aquest antibiòtic.
En l’article citat posteriorment, es va analitzar les resistències de diferents antibiòtics en diferents països com els Estats Units, Itàlia, Brasil, les Filipines, Malàisia, Tailàndia i altres. Els antimicrobians usats en veterinària i en clínica humana solen ser eficaços en la majoria d'espècies de Vibrio, ja que són sensibles. Tot i això, hi ha soques de V. vulnificus que han guanyat resistència degut al mal ús dels antibiòtics en l'aqüicultura. Les resistències més freqüents són a l'ampicil·lina, la penicil·lina i la tetraciclina en la majoria de països.

## Prognosi
La infecció per V. vulnificus pot arribar a ser mortal i el pronòstic d’aquesta depèn d’un ràpid diagnòstic correcte i un tractament apropiat. En un estudi es va veure que la quantitat d'ADN trobat en els pacients era significativament major en aquells que morien, indicant que la taxa de mortalitat està relacionada amb la quantitat de patogen que hi ha en el pacient.
També s'ha vist que de les persones ingressades amb una septicèmia primària només sobreviuen un 25-30%; i els que esdevenen hipotensius en les primeres 12 hores tenen el doble de possibilitats de morir respecte els altres. En la majoria de casos en els quals el pacient té teixit necròtic produït per V. vulnificus, la cirurgia o amputació d'aquest ajuda a millorar el pronòstic.
Al realitzar anàlisis en diferents pacients, s'ha vist que aquells infectats amb septicèmia per V. vulnificus presenten nivells de TNF-α (factor de necrosi tumoral) elevats respecte les persones sanes. Al fer anàlisis de sang en persones mortes per septicèmia, els nivells de TNF-α es segueixen mantenint elevats; de manera que es pot confirmar que comparar els nivells de factor de necrosi tumoral podria ser un predictor de la mortalitat en pacients infectats.

## Tractament
Vibrio vulnificus és un bacteri sensible a la majoria d'antibiòtics excepte la colistina. Els antibiòtics efectius contra aquest patògen són les cefalosporines de tercera generació, la peperacilina-tazobactan, els carbapenems, les tetraciclines, els aminoglicòsids, les fluoroquinolones i el cotrimoxazole.
L'administració tardana d'antibiòtics provoca un augment en la taxa de mortalitat en infeccions causades per V. vulnificus. Per tant, si se sospita que un pacient està infectat amb aquest bacteri, s'ha d'administrar immediatament el tractament amb antibiòtics adequat. Aquells individus amb un diagnòstic de possible septicèmia (a part d'iniciar el corresponent tractament amb antibiòtics) han de ser derivats a la unitat de cures intensives per tal de minimitzar les conseqüències procedents de la hipotensió, xoc sèptic, i el risc de fallada multiorgànica. Per a tractar nens, encara que és poc freqüent que es doni una infecció de V. vulnificus en aquests, es recomana l'administració de trimetoprima-sulfametoxazol acompanyat d'un aminoglicòsid.
A més, aquells pacients amb infeccions greus de la pell i teixits tous, com la fasciïtis necrosant, requereixen intervencions quirúrgiques com el desbridament, la fasciotomia o l'amputació (a més del tractament amb antibiòtics) per tal d'eliminar el teixit necròtic i els bacteris.
Cal destacar que al llarg dels darrers vint anys hi ha hagut un augment important de resistència als antibiòtics entre bacteris del gènere Vibrio, degut a l'ús excessiu d'antibiòtics en humans i en piscifactories.
Dels antibiòtics anteriorment mencionats, el que s'usa normalment per tractar les infeccions més severes és la tetraciclina ja que inhibeix la síntesi proteica d'enzims extracel·lulars que estan relacionats amb la patogènia. En casos on el bacteri mostra resistència a aquest antibiòtic es procedeix a l'administració dels altres agents mencionats, però cada cop més apareixen les resistències a múltiples antibiòtics fet que dificulta el tractament. És per aquest motiu que s'ha proporsat l'ús de bacteriòfags com a tractament alternatiu per infeccions bacterianes i també com a agents de biocontrol. En el cas de V. vulnificus s'ha estudiat el bacteriòfag SSP002 pertanyent a la família Siphoviridae ja que produeix una endolisina hidrolasa que hidrolitza els enllaços covalents que mantenen íntegre el peptidoglicà, el qual acaba sent destruït. Tot i això, la investigació actual sobre l'ús d'aquest bacteriòfag és escassa.
Aquelles persones que presentin diarrea per gastroenteritis, a més de tractament amb l'antibiòtic adient, se'ls haurà d'administrar electròlits perduts per la deshidratació que comporta aquesta.

## Prevenció
Per tal de prevenir la infecció per V. vulnificus s'han establert diferents recomanacions per organitzacions internacionals en diferents països que es veuen afectats. Primer de tot evitar la ingesta d'ostres o qualsevol tipus de marisc cru o semi cru, amb especial importància si la persona que ho ha d'ingerir presenta algun tipus de immunosupressió o malaltia preexistent. El risc d'infectar-se augmenta quan el marisc ha estat recol·lectat a l'estiu. La higiene, com ara netejar-se les mans amb aigua i sabó després de manipular marisc cru, és recomanable i fins i tot l'ús de guants per les persones que pertanyen a un grup de risc pot ajudar a preveure una futura infecció.
Respecte la cuina i la manipulació del marisc, és important evitar el contacte entre el marisc cru i el cuinat, ja que el cuinat es podria contaminar si el cru estigués infectat. D'altra banda, s'ha de cuinar el marisc adequadament per eliminar el patogen per si de cas aquest està infectat. En cas que el marisc tingui closca, s'ha de bullir fins que aquesta s'obri i mantenir-lo bullint 5 minuts més; una altra opció és cuinar-lo al vapor fins que la closca s'obri i deixar-lo 9 minuts més. És important no consumir marisc si la closca d'aquest no s'ha obert durant la cocció. En el cas d'ostres sense closca, cal bullir-les com a mínim 3 minuts.
Pel que fa a persones amb ferides (incloent operacions quirúrgiques recents, pírcings i tatuatges); és important evitar el contacte entre les ferides obertes i el marisc cru, i també el contacte amb l'aigua salada sobretot si aquesta està a temperatures superiors a 20 °C. Però si es produeix algun d'aquests contactes, s'han de netejar bé les ferides o talls amb aigua i sabó (important tenir cura constant de les ferides). En cas que una ferida s'infecti, s'ha de recórrer a atenció mèdica immediatament.

## Detecció en aliments
El gènere Vibrio comprèn fins a 12 espècies diferents que poden ser causants de malalties humanes mitjançant la contaminació alimentària. Les 12 espècies patogèniques són: V. cholerae O1, V. cholerae non-O1, V. parahaemolyticus, V. fluvialis, V. furnissii, V. mimicus, V. metschnikiviï, V. vulnificus, V. alginolyticus, V. carchariae, V. cincinnatiensis, V. damsela; ordenades segons la seva capacitat d'infecció de l'intestí humà, sent la primera la més abundant. En contraposició, V. vulnificus és la més abundant en ambients no intestinals. Tot i així, la major part de les malalties són principalment causades per V. vulnificus, V. parahaemolyticus i Vibrio cholerae. Una de les majors preocupacions és la caracterització dels perills i aconseguir suficient informació que permeti mesurar quantitativament el risc per la sanitat pública en relació amb el consum dels aliments d'origen marí, especialment aquells detectats com a potencials hostes de Vibrio vulnificus.
Aquesta espècie és un patogen oportunista en humans, per tant, rares vegades causa la malaltia. És per això que pocs països presenten normes per detectar la seva presència i, en conseqüència, quan es duu a terme l'anàlisi microbiològic rutinari en peix i marisc per detectar possibles patògens no es sol incloure la detecció de V. vulnificus. Aquesta espècie es troba en mol·luscs bivalves no cuinats, sobretot està associat a les ostres. No obstant, també el podem trobar en el sediment, el plàncton i altres formes de vida aqüàtica, així com també en altres mariscs com els crustacis (crancs, gambes i llagostes).
La detecció d'aquest patogen en un aliment (quasi sempre en marisc), es fa quan hi ha indicis de que aquest aliment ha estat en contacte amb el V. vulnificus ja que no hi ha canvis en les característiques organolèptiques d'aquest (olor, sabor, textura...) que puguin fer pensar que hi ha presència del patogen.

### Presència a les ostres

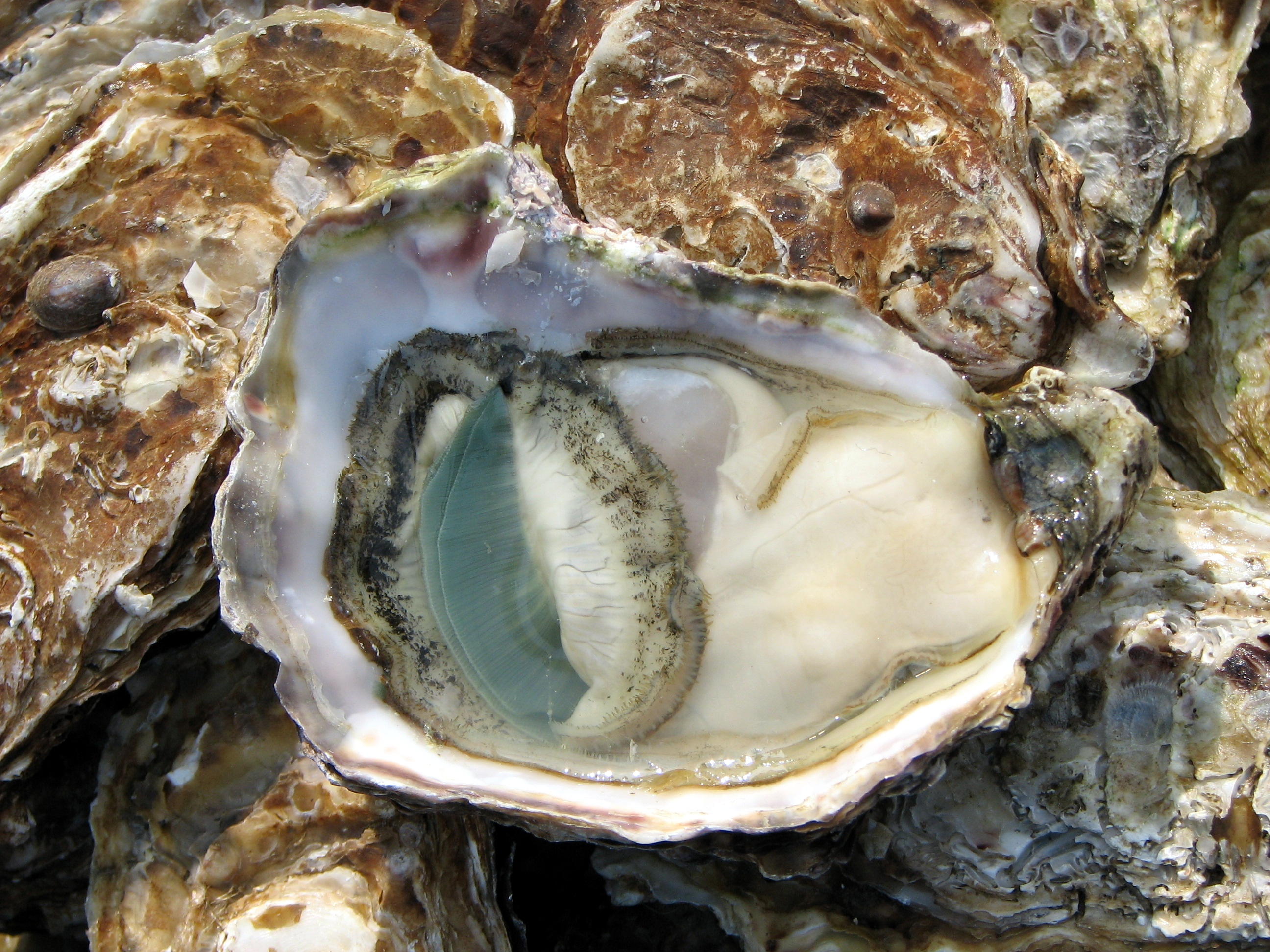
Ostra crua

El fet que V. vulnificus estigui present a les ostres és conseqüència d'una contaminació; és a dir, que malgrat la procedència d'aquests mol·luscs sigui de cultius d'aigües netes no comporta que no estiguin infectats. Aquest bacteri s'elimina principalment amb la calor.
La septicèmia que causa és poc freqüent però presenta un pronòstic fatal. Per exemple, als Estats Units aquest patogen causa la tassa de mortalitat més elevada en quant a malalties transmeses mitjançant els aliments. Per aquest motiu, la ISSC (Interstate Shellfish Sanitation Conference) va establir un tractament que es basava en sotmetre les ostres a pressions elevades (250 MPa), ja fos en aigua freda (4 °C) o a temperatura ambient (25 °C). El tractament s'anomena processat per alta pressió hidroestàtica (APH) i ha aconseguit disminuir el risc de septicèmia per ingestió de marisc cru a 4 casos per cada 100 milions d'habitants degut a una reducció significativa de la concentració de V. vulnificus en les ostres.
També es pot aprofitar la sensibilitat de V. vulnificus a la salinitat per reduir la seva concentració en ostres, sotmetent-les en aigües amb una salinitat de 30-34‰ durant un període entre 7 i 17 dies. La concentració del bacteri disminueix de 103-104 UFC/g a menys de 10 UFC/g de mostra.
Quan s'escalfen les ostres en aigua a uns 50 °C durant 10 minuts, la presència del patogen es redueix fins a nivells indetectables sense induir en ells un estat viable però no cultivable. El mateix succeeix quan aquests mol·luscs són congelats a -40 °C o quan se'ls aplica una alta pressió hidroestàtica (200 Mpa durant 10 minuts a 25 °C).
Respecte la tolerància al pH, V. vulnificus no sobreviu a un medi àcid (< 4.0). Cal destacar que quan el bacteri es troba dins els teixits d'una ostra, aquests eviten la penetració de substàncies àcides i agents químics, de manera que el bacteri queda protegit. Per tant, queda desmentit el mite que diu que menjar ostres acompanaydes de salses picants o suc de llimona maten V. vulnificus o d'altres Vibrio, així com tampoc els maten el consum d'alcohol.
En comparació amb altres espècies del gènere Vibrio i que la majoria de patògens transmesos pels aliments, V. vulnificus presenta més sensibilitat envers la majoria de tècniques d'inactivació usades en el processament d'aliments.
Amb relació a les tècniques mencionades que s'empren pel tractament dels aliments que són susceptibles a contenir aquest bacteri, les tècniques de congelació presenten l'avantatge de mantenir la qualitat del producte. No obstant això, són tècniques més lentes i, per tant, permeten el creixement i supervivència del patogen. Els agents químics comparteixen el mateix inconvenient i, a més, exposen el consumidor a aquests additius. Altres tècniques per a tractar aquests aliments són la irradiació i l'APH. Aquestes semblen ser les més adients per a mantenir la qualitat i seguretat alimentària de l'aliment però l'irradiació no està gaire acceptada en alguns països (a vegades, fins i tot, està restringida).

## Epidemiologia
V. vulnificus té una distribució mundial, ja que s’han vist casos a diferents zones climàtiques arreu del món incloent Dinamarca, Suècia, Alemanya, Espanya, Turquia, Holanda, Bèlgica, Israel, Itàlia, Corea, Japó, Taiwan, Índia, Tailàndia, Austràlia i Brasil; tot i això és molt més comú en regions tropicals i subtropicals i es sol trobar en les costes de l'Atlàntic i el Pacífic. Es troba en mostres de marisc arreu del món, ja que les ostres crues són la forma d'infecció més comuna. Tot i això, s’ha vist que en algunes zones hi ha més contaminació que en altres, per exemple, a Europa es va trobar V. vulnificus entre en el 3,5% al 8% de les mostres, però en canvi, en les ostres recollides al golf de Mèxic durant èpoques càlides el percentatge va pujar fins al 100%. El principal problema d'aquest patogen, és que pot replicar-se després que s'hagi recollit el menjar.
Com que no a tots els països és comú menjar marisc, hi ha una correlació entre aquells països que consumeixen més marisc i els que tenen més incidència de V. vulnificus. Això es veu reflectit en el cas de Corea o Mèxic, ja que són països en els que consumeix una elevada quantitat de marisc.
A Espanya aquesta infecció no és comuna. Hi ha hagut algun cas, un d'ells va ser el d'un home que va morir a la poques hores de contraure la infecció degut a una septicèmia o bacterièmia.
A Taiwan el primer cas que va haver va ser durant 1985, i des de llavors els casos han anat en augment.
A Corea, la incidència de V. vulnificus varia segons el mes de l'any. Des del juny fins al novembre és quan hi ha més casos, havent un pic durant el setembre. Això es deu a la temperatura i la salinitat de l'aigua durant aquesta època (18 °C-20 °C, 25%0), ja que són les òptimes pel desenvolupament del patogen. Des del 2001 fins al 2010 van haver 588 casos amb una taxa de mortalitat del 48,5%.
En el cas dels Estats Units d'Amèrica, la infecció per V. vulnificus és la causa més comuna de mort per infecció per marisc. Hi ha uns 60 casos per any, 45 hospitalitzacions i 16 morts. Des de 1996 fins al 2005, els centres de control de malalties i prevenció van estimar un 41% d'augment de la incidència anual. Des del 1988 fins al 2012 es van identificar 1874 casos de V. Vulnificus, entre els quals van haver 600 morts. La transmissió d'aquesta malaltia majoritàriament van ser per infeccions d’una ferida oberta i per transmissió de sang. Durant les dues últimes dècades han augmentat els casos de V. vulnificus provocats per infeccions de ferides obertes, des de 1988 fins 1999 hi havia 24 casos per any, en canvi, des del 2000 fins al 2010 han augmentat a 54 casos per any.
Segons diversos estudis V. vulnificus afecta més a homes que a dones. Aquest fet es veu tan a Taiwan com a Corea o als Estats Units. A Corea, des del 2001 fins al 2010 van haver 588 casos, 506 dels quals eren homes (86,1%) i 82 eren dones (13,9%). Als Estats Units, des de 1988 fins al 2010, el 86% dels casos van ser homes, el que indica que les dones s'infecten 6 vegades menys que els homes.
La raó darrere la diferència entre homes i dones no està clara. Es va fer un estudi amb rates per veure quina podia ser la causa. Es va veure que les femelles tenien una mortalitat del 21% i els mascles d’un 82%; en canvi, quan a les femelles se li treien els ovaris, aquest percentatge de mortalitat va augmentar fins al 75%, però quan els administraven estrogen tornava a baixar fins a un 38%. Això va demostrar que l'estrogen té un paper protector aconseguint que la taxa de mortalitat femenina sigui inferior a la masculina. Anteriorment, també s'havia relacionat la diferència de taxa d'infecció al comportament dels homes, ja que solien fer més activitats de risc que les dones en el passat, però actualment aquesta raó està obsoleta.
Tant les persones immunodeprimides com aquelles que pateixen cirrosi o altres malalties cròniques de fetge, tenen 80 vegades més possibilitats de patir una infecció per V. vulnificus. Els pacients que pateixen cirrosi solen tenir disfuncions en el sistema immunitari degut a que disminueix la capacitat de fagocitosi i quimiotaxi entre d'altres, fent més propensa la infecció en aquestes persones. En un informe sobre les sèpsies provocades per V. Vulnificus a Corea, es va veure que més del 90% dels pacients que havien patit sèpsia tenien alguna malaltia crònica, un 66% estava relacionada amb els ronyons i el 43% patien cirrosis. A més, com bé es sap, les malalties dels ronyons solen estar relacionades amb l'alcoholisme, i en aquest estudi es va confirmar, perquè un 75% de les persones que havien patit sèpsia eren alcohòliques.
Aquells pacients amb hemocromatosi també són més propensos a patir una infecció per V. vulnificus. Això es deu al fet que aquest patogen no pot proliferar en un sèrum humà normal, necessita que hi hagi una alta quantitat de ferro, ja que l'emmagatzema pel seu creixement. La correlació entre la virulència de V. vulnificus i la presència de ferro es va confirmar en un estudi realitzat amb ratolins.
A Corea, es va fer un altre estudi amb 34 pacients infectats amb V. vulnificus amb l'objectiu de saber que provocava que una persona fos més propensa a morir per aquesta infecció. A més, a l'hora d'estudiar els casos es va constatar que hi havia més infeccions en homes (91%) i en persones amb malalties relacionades amb els ronyons (94%), i/o alcohòlics (84%). A més, també es va relacionar la infecció amb la consumició de marisc cru, ja que 25 dels 34 pacients n'havien consumit. Aquest estudi va buscar les diferències entre les 16 persones que van morir i les altres 18 que van sobreviure. La diferència més significant que van trobar va ser el pH, ja que totes aquelles persones que tenien un pH arterial al ser hospitalitzades inferior a 7,2 van morir i totes aquelles que el tenien superior a 7,35 van sobreviure.

## Història
El mes d'abril de l'any 1976 des de la CDC es va dur a terme un estudi a partir de 38 cultius d'un bacteri halòfil que aparentment no tenia nom i no s'havia identificat prèviament. Segons la base de les característiques mínimes de les espècies de Vibrio proposades per Hugh i Sakazaki, es va veure que aquests bacteris desconeguts es trobaven dins del gènere Vibrio.
Segons l'estudi, l'espècie rebuda es podia diferenciar de les espècies ja conegudes (Vibrio parahaemolyticus i Vibrio alginolyticus) perquè s'observava una menor tolerància al clorur de sodi i la capacitat de fermentació de la lactosa. Es va anomenar aquest bacteri com a Vibrio lactosa positiu (lac+).
La major part dels cultius (20 de 38) es van fer a partir de mostres de sang humana, dos d'ells de líquid cefaloraquídic, i la resta d'infeccions de les extremitats. Cap va provenir de fonts intestinals. En la data de la redacció de l'article no es disposaven de mostres suficients com per relacionar el Vibrio que s'estava estudiant amb malalties gastrointestinals.
Durant un període, el bacteri estudiat va rebre el nom de Beneckea vulnifican. Posteriorment, el mes d'octubre de l'any 1979, J.J. Farmer va publicar un estudi en el qual va passar a anomenar el bacteri com a Vibrio vulnificus.
Un esdeveniment important causat per Vibrio vulnificus va ser al 2005 a causa de l'huracà Katrina. Per culpa d'aquest, es va inundar tot el territori i va afavorir el desenvolupament de la malaltia bacteriana provocada per Vibrio vulnificus, els sanitaris van poder identificar aquestes soques infectives entre la gent evacuada de Nova Orleans. V.vulnificus va afectar especialment a persones immunodeprimides, ja que van haver de caminar per les aigües contaminades durant molta estona, el que va provocar ferides a la pell per on va poder entrar el bacteri.

## Filogènia

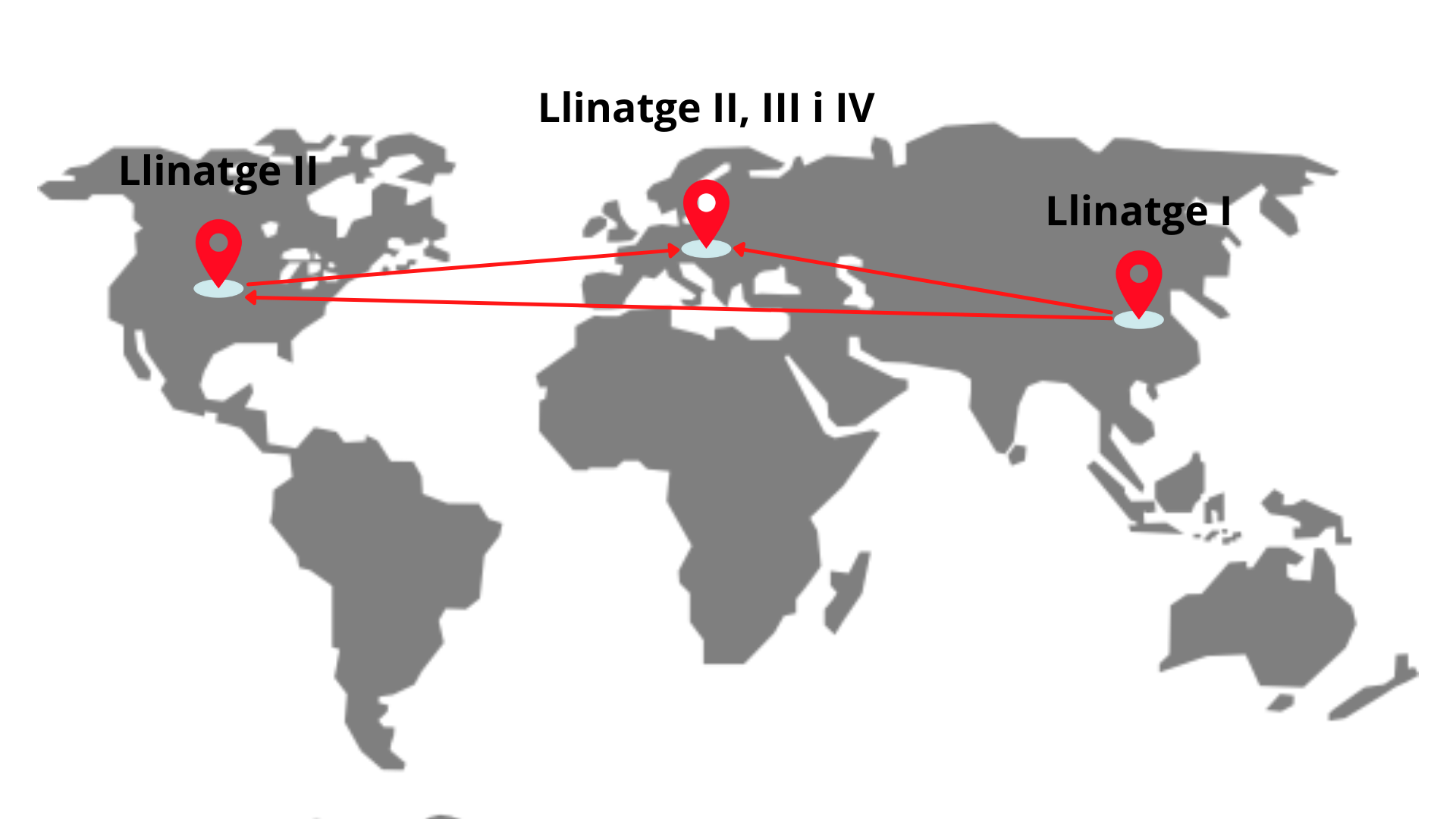
Distribució dels diferents llinatges de V. vulnificus.

Les poblacions de V. vulnificus estan dividides en dos llinatges diferents, ambdós incloent soques ambientals i patogèniques pels humans segons diversos anàlisis filogenètics. Un dels llinatges (I) està dominat per soques que es van trobar en mostres humanes, mentre que l’altre llinatge (II) està dominat per soques del medi ambient. També es van trobar dos llinatges més (III i IV) amb representants tan patògens com ambientals, tot i que són menys significatius ja que hi ha menys soques.
El llinatge I està format majoritàriament per soques de l'est i sud-est d'Àsia, mentre que el llinatge II sobretot és originari d'Alemanya, els Estats Units i els Països Baixos. El tercer llinatge és d’Israel i està relacionat amb el genotip d'Europa Occidental. El quart llinatge sobretot era de l’Europa Occidental (Alemanya, Espanya, Dinamarca, i els Països Baixos).
L'antecessor comú de les poblacions de V. vulnificus va ser originari de l'Àsia de l'Est, aquest fet es va descobrir a partir d’una reconstrucció seqüencial d’ancestres. Posteriorment, va anar evolucionant i redirigint-se cap al Nord d’Amèrica i finalment cap a l’Europa Occidental. La majoria de les soques de l’Àsia de l’Est tenen el mateix ancestre comú, mentre que aquelles aïllades dels Estats Units i d'Europa tenen més d’un ancestre.

## Soques
A partir d'anàlisis bioquímics, serològics i genètics, es coneixen tres biotips de Vibrio vulnificus. Les soques del biotip 1, són indol i ornitina descarboxilasa positius, estan relacionats amb les infeccions en humans, i és el que majoritàriament es detecta. Les del biotip 2 són indol i ornitina descarboxilasa negatius i són típiques en anguiles, el qual els pot generar una sèpsia fatal. S'ha vist que els humans també poden infectar-se per soques de biotip 2 i que les anguiles es poden infectar per el biotip 1, tot i que no és el més comú. Dins del biotip 2, es pot fer una classificació segons el serovar/serotip antigènic que es presenta: serovar E, serovar A, serovar O3 i serovar O3/O4.2.
El biotip 3 és l'últim que s'ha descrit, es va trobar el 1996 en una soca que va generar un brot a Israel a 62 humans infectats que havien estat en contacte amb peixos l'espècie Tilapia infectats amb Vibrio. Es va determinar que la soca causant d'aquest brot no formava part de cap dels dos biotips anteriors, per tant es va desciure el biotip 3. Aquest biotip se'l considera un híbrid que ha adquirit gens de dues poblacions de Vibrio vulnificus.
Els humans poden infectar-se pels tres biotips, però com s'ha dit anteriorment, el primer és majoritari en infaccions humanes.
El biotip 1 consta de 39 aïllats de malalts humans i 43 aïllats ambientals. El biotip 2, 13 aïllats d'anguiles malaltes, un aïllat d'humà infectat i un altre aïllat de gambes infectades. Del biotip 3, bàsicament mostres de persones infectades d'Israel i aigua d'estanys de peixos.

### Caracterització molecular
S'han descrit dos genotips de V.vulnificus: el genotip-C i el genotip-E associats a mostres clíniques i ambientals, respectivament.
L'estudi de la caracterització molecular es realitza a partir de soques extretes de bivalves (mostres ambientals) i de soques de mostres de pacients infectats (clíniques). La metodologia d'anàlisi molecular es fa a partir de diferents proves com ara electroforesi de gel en camp pulsàtil (PFGE), seqüenciació de gens implicats en la patogènia i anàlisi de seqüències multilocus (MLST).
El marcador molecular més utilitzat per fer experiments de identificació de soques potencialment patògenes d'humans és el gen vcg que a partir de PCR s'observa que té un dimorfisme: vcgC (casos clínics) i vcgE (casos ambientals). S'ha determinat que en mostres d'aigua de mar, el percentatge del genotip-E és del 43,9% i del genotip-C 53,1%; mentre que en bivalves el genotip-E és el que predomina (85%) En altres estudis de mostres ambientals (sediments, peixos, aigua) s'observa que del 22% al 92% contenen el genotip-C. De manera que es pot concloure que a l'ambient hi ha molta variació dels dos genotips, però que en ostres la concentració del genotip-E és major. Tot i així s'ha de tenir clar que el genotip-E també pot ser patogènic en humans.
Tenir aquestes dades en compte és molt útil per la reglamentació sanitària en ostres quan es presenten concentracions altes de genotip-C, ja que és el que presenta un major grau de patogenicitat i mortalitat comparat amb el genotip-E.

## Vibriosi en peixos
V. vulnificus serovar E (biotip 2) és considerat un patògen primari en peixos causant vibriosi, una septicèmia primària, i secundari pels humans de forma que és considerat un agent zoonòtic. Normalment es troba en zones càlides, per això hi ha una major incidència d'infeccions a les zones tropicals. A més, s'ha observat que el principal factor de risc és la temperatura de l'aigua, augmentant la susceptibilitat de la infecció en temperatures per sobre de 20-25 °C. La principal via de transmissió de la malaltia entre els peixos és l'aigua, però també es pot trobar barrejat en el plàncton que és aliment dels peixos els quals seran infectats; les brànquies són l'entrada principal del patogen. D'altra banda, s'han trobat biofilms de V. vulnificus a la superfície d'anguiles i s'ha suggerit que aquests individus podrien ser un dels reservoris de la malaltia.
Malgrat que els hostes més susceptibles en contraure la vibriosi són les anguiles (Anguilla anguilla i A. japonica), altres hostes inclouen la palomida blanca (Trachinotus ovatus), la truita irisada (Oncorhynchus mykiss) i el llagostí de potes blanques (Litopenaeus vannamei). Una de les afectacions més grans i perjudicials en l'àmbit econòmic i comercial és quan aquest biotip infecta a granges d'anguiles causant unes taxes de mortalitat molt elevades. La majoria de vegades, si es tracta amb antibiòtic la malaltia desapareix, però si aquests animals són sotmesos a un estrès (per exemple un canvi de pH) poden haver-hi recurrències.
A part dels peixos, els reservoris principals de V. vulnificus són el marisc, les ostres, les cloïses, els musclos. Tots aquests filtren l'aigua per alimentar-se, i en conseqüència retenen els bacteris patogens.

### Simptomatologia
Quan l'anguila contrau la malaltia, poden presentar-se diferents lesions externes i internes. Les lesions externes que es poden presentar a l'inici són petèquies a l'abdomen, enrogiment a la regió opercular i hemorràgia de l'aleta anal, tot i que moltes vegades pot observar-se una protrusió del recte. La part anterior del ventre sol estar inflada i la pell presenta alteracions patològiques que, a vegades, poden evolucionar a grans úlceres (de 2 a 4 cm de diàmetre) amb teixit necròtic central de color blanquinós. Al centre d'algunes úlceres es poden desenvolupar perforacions petites. Els signes interns més comuns que es poden detectar en una anguila infectada, són una inflamació dels teixits i del canal intestinal, fetge pàl·lid i hemorràgic, ronyó inflat i líquid ascític purulent a la cavitat abdominal. Tots aquests signes clínics són molt específics i no tenen perquè presentar-se en tots els individus infectats.

## Vibrio vulnificusi l'escalfament global
La incidència d'infeccions per Vibrio ha augmentat al llarg dels anys. V.vulnificus es troba majoritàriament infectant el marisc de manera que si els humans consumeixen aquest aliment, poden infectar-se. Aquest bacteri té un interval de temperatura de creixement entre 16-33 °C i un rang de salinitat entre 1-1,8%. A temperatures inferiors a 14 °C pot sobreviure en el sediment durant mesos fins que les temperatures tornen a incrementar. Cal esmentar que a salinitats baixes no està tan clara la influència de la temperatura amb la concentració de V. vulnificus.
Per exemple, en el Golf de Mèxic dels Estats Units es va observar que la concentració de V.vulnificus augmentava en els cultius de Crassostrea virginica a temperatures de l'aigua superiors a 26 °C i no es va poder detectar quan la temperatura baixava per sota dels 15 °C. Un altre exemple és a la Badia de Barnegat (Nova Jersey) on la concentració de bacteris augmentava quan la temperatura estava entre 10 i 30 °C.
Aquesta espècie de Vibrio es troba molt sovint en estuaris, per tant implica que estan sotmesos a bastants canvis, ja que un augment de temperatura o del nivell del mar poden alterar els hàbitats i els rangs ecològics dels organismes presents. La concentració de Vibrio en aquests ambients és major a l'estiu ja que es troba en les seves condicions òptimes, mentre que a l'hivern es troba en números molt baixos o és quasi indetectable. Si la temperatura i el nivell del mar augmenten, segurament Vibrio amb el temps adaptarà els seus rangs de creixement i, per tant, la seva època de creixement en els estuaris serà més llarga, no només els mesos d'estiu. En conseqüència, afectarà negativament als sectors econòmics i comercials ja que hi haurà més possibilitats de que el marisc s'infecti i hagi de ser eliminat, però també augmentarà el número d'infeccions en humans per intoxicació de marisc.
Els canvis en aquests dos paràmetres junts, és a dir, salinitat i temperatura són responsables del 50% dels canvis d'abundància de Vibrio en els oceans. Es preveu que en un futur les condicions de salinitat canviaran a causa del canvi climàtic, ja que l'augment del nivell del mar farà que hi hagi més concentració de sals en els estuaris. Igual que la salinitat, la temperatura també està augmentant i seguirà en augment al llarg dels anys pel mateix motiu.
Al sud-est dels Estats Units, es preveu que al 2080 les temperatures augmentin entre 4,5 i 9 °C. Actualment, respecte el 1970 ja han augmentat 2 °C i els dies de glaçada estan disminuint entre 4-7 dies cada any.
Per culpa de totes les variacions climàtiques derivades de les activitats humanes que provoquen l'escalfament global, Vibrio vulnificus s'està i es seguirà dispersant molt més ràpid i arribarà a regions on abans hi havia temperatures massa baixes pel seu creixement. L'augment de Vibrio per culpa de la temperatura és un paràmetre que actualment es té en compte quan s'estudia l'impacte del canvi climàtic, però la salinitat als estuaris també és un paràmetre molt important malgrat no és massa considerat en els estudis.